# 高鷲村立高鷲小学校大洞分校
高鷲村立高鷲小学校大洞分校（たかすそんりつ たかすしょうがっこう　おおほらぶんこう）は、かつて岐阜県郡上郡高鷲村（現・郡上市）に存在した公立小学校の分校。

## 概要
- 高鷲小学校の分校であり、大小洞分校とも称した。現在の郡上市高鷲町鮎立の西部が校区であった。
- 校舎は1985年に取り壊された[1]。跡地は高鷲大洞集会所などになっている。

## 沿革
- 1873年（明治6年） - 鮎走村に鮎走学校[注釈 2]として開校。
- 1875年（明治8年） - 鮎走村と切立村が合併し、鮎立村が発足。
- 1878年（明治11年）1月 - 鮎走小学校[注釈 3]に改称する。
- 1880年（明治13年） - 切立に切立分校を設置。
- 1882年（明治15年）3月 - 切立分校が独立し、切立小学校となる。
- 1886年（明治19年） - 下鮎立簡易科小学校に改称する。
- 1893年（明治26年） - 下鮎立尋常小学校に改称する。
- 1903年（明治36年）5月 - 大鷲尋常小学校に統合され、大鷲尋常小学校鮎立仮教場となる。
- 1908年（明治41年）7月 - 大鷲尋常小学校と鷲見尋常小学校と西洞尋常小学校が統合し、高鷲尋常高等小学校となる。鮎立仮教場は高鷲尋常高等小学校第三分教場となる[2]
- 1914年（大正3年）7月 - 大洞1302-3[注釈 4]に校舎を新築し、移転。
- 1941年（昭和16年）4月1日 - 高鷲国民学校第三分教場に改称する。
- 1947年（昭和22年）4月1日 - 高鷲村立高鷲小学校大洞分校に改称する。
- 1951年（昭和26年） - 校舎を新築する。
- 1976年（昭和51年）3月 - 廃校。